# Jainistische Kunst

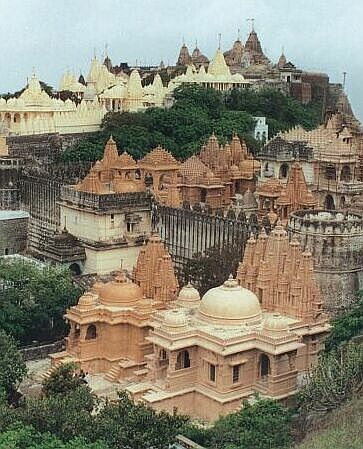
Jain-Tempel von Palitana

Die Jainistische Kunst ist ein Teilgebiet der indischen Kunst und Architektur. Bauten und Bildwerke wurden und werden von den oft wohlhabenden Angehörigen der Jaina-Religion gestiftet; die ausführenden Handwerker und Künstler waren jedoch meist Hindus, da die Jainas selbst in der Regel keine körperlichen Arbeiten verrichten und bis auf den heutigen Tag hauptsächlich als Händler tätig sind. Viele traditionelle Jain-Heiligtümer befinden sich auf Berggipfeln, doch auch in jeder größeren Stadt Indiens gibt es einen oder mehrere Jain-Tempel.

## Geschichte
Die Jaina-Kunst scheint etwa gleichzeitig mit der buddhistischen Kunst entstanden zu sein – das möglicherweise älteste Bildwerk wird ins 3. Jahrhundert v. Chr. datiert und befindet sich im Museum von Patna (Bihar). Möglicherweise dem 2. Jahrhundert v. Chr. sind weitere Bronzefigürchen zuzurechnen. Auch die Schatzfunde von Chausa (Bihar) und Akota (Gujarat) enthalten ausschließlich Kleinbronzen der Jainas. In der Gupta-Zeit (ca. 320–550 n. Chr.) wurde hauptsächlich der Hinduismus gefördert und so erlebte der Jainismus seine Blüte erst im indischen Hochmittelalter. In der Zeit des islamischen Vordringens im Norden Indiens wurden viele Tempel zerstört, doch im Gegensatz zu den Hindu-Tempeln wurden die meisten Jaina-Kultstätten später wiederaufgebaut.

## Architektur
→ Jainistische Architektur

## Skulptur

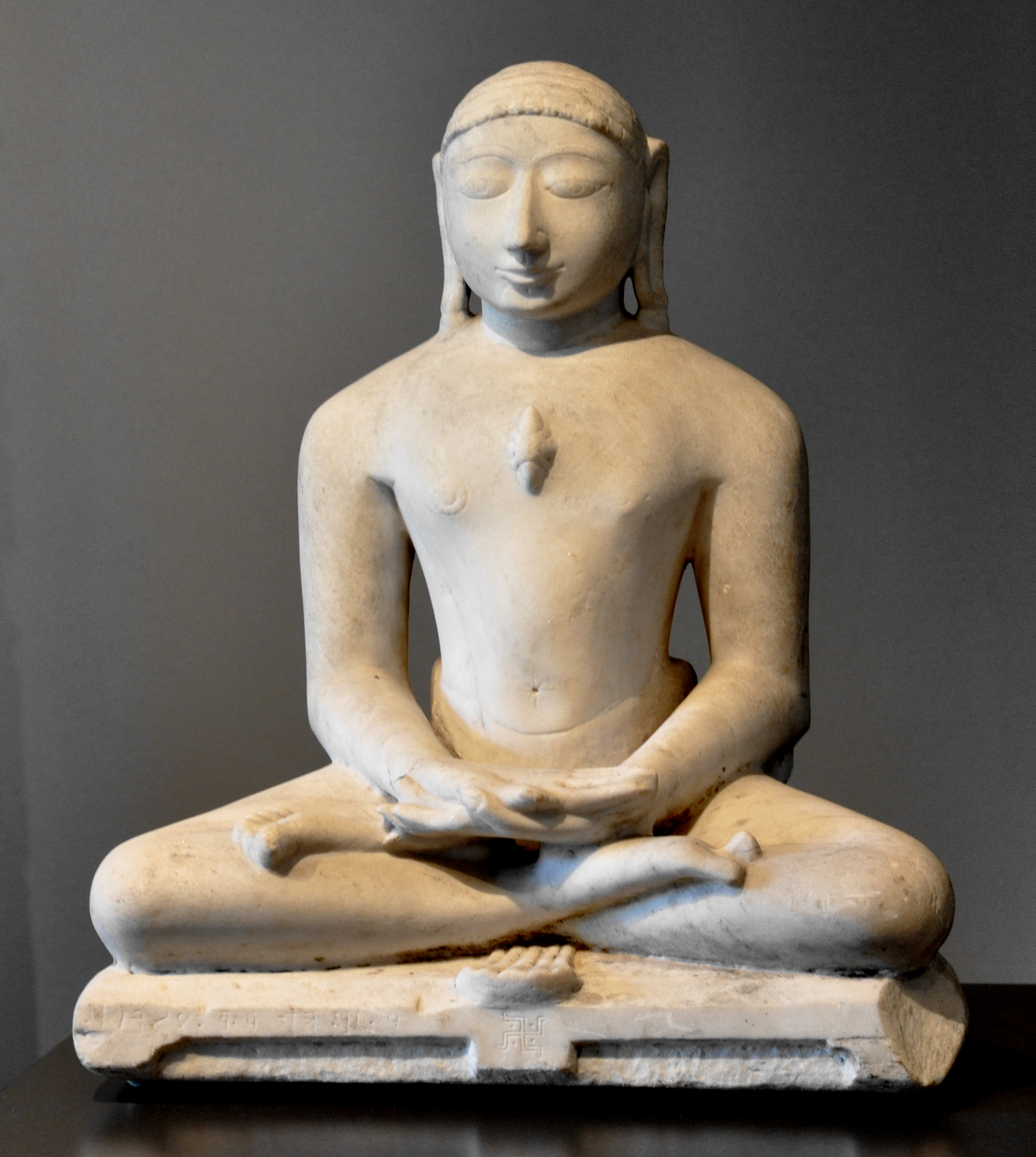
Sitzender Tirthankara mit Brustjuwel, Museum Rietberg, Zürich

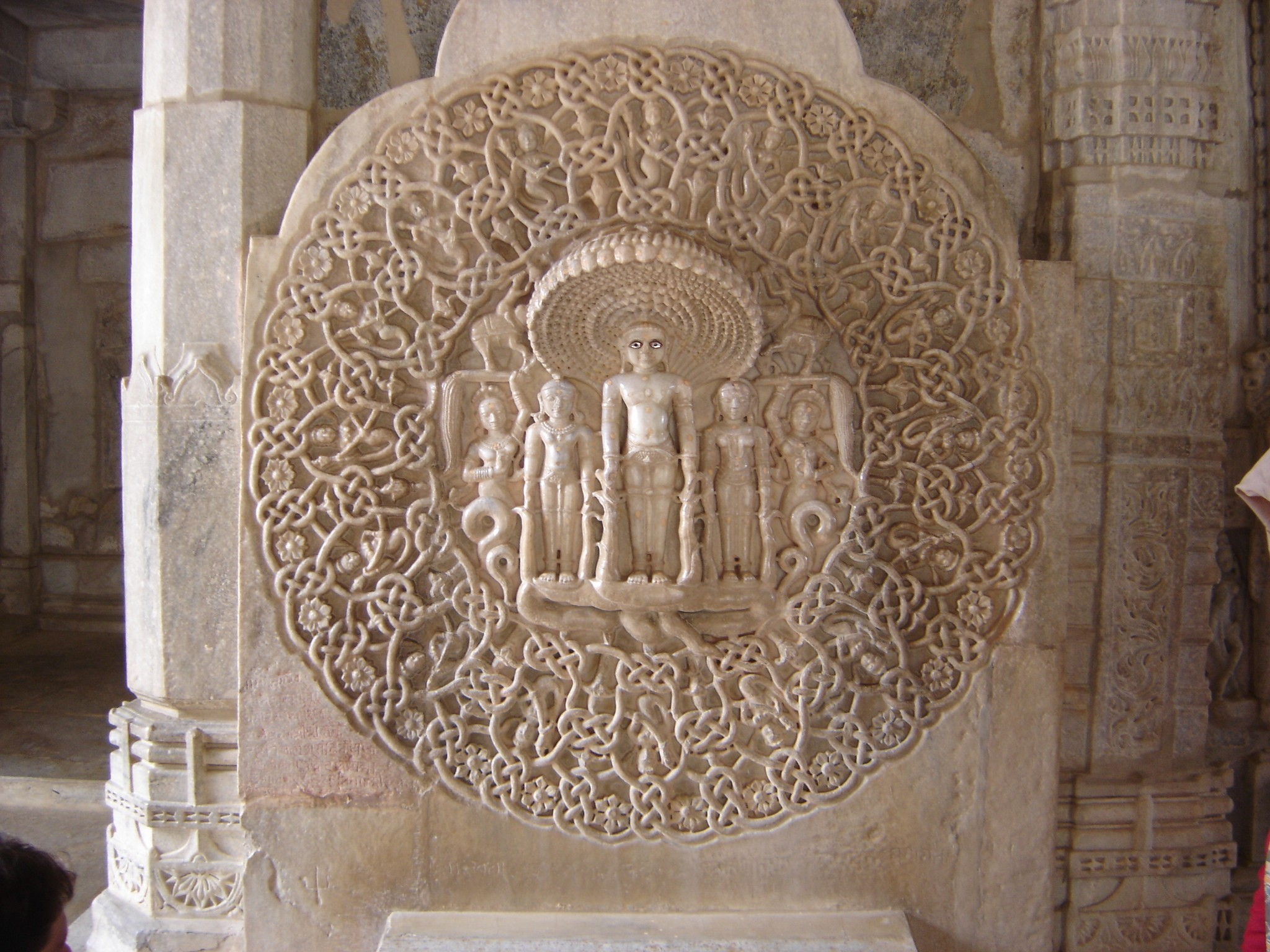
Stehender Tirthankara Parshvanata im Tempel von Ranakpur; in das umgebende Flechtband sind kleine nagini-Figürchen eingearbeitet

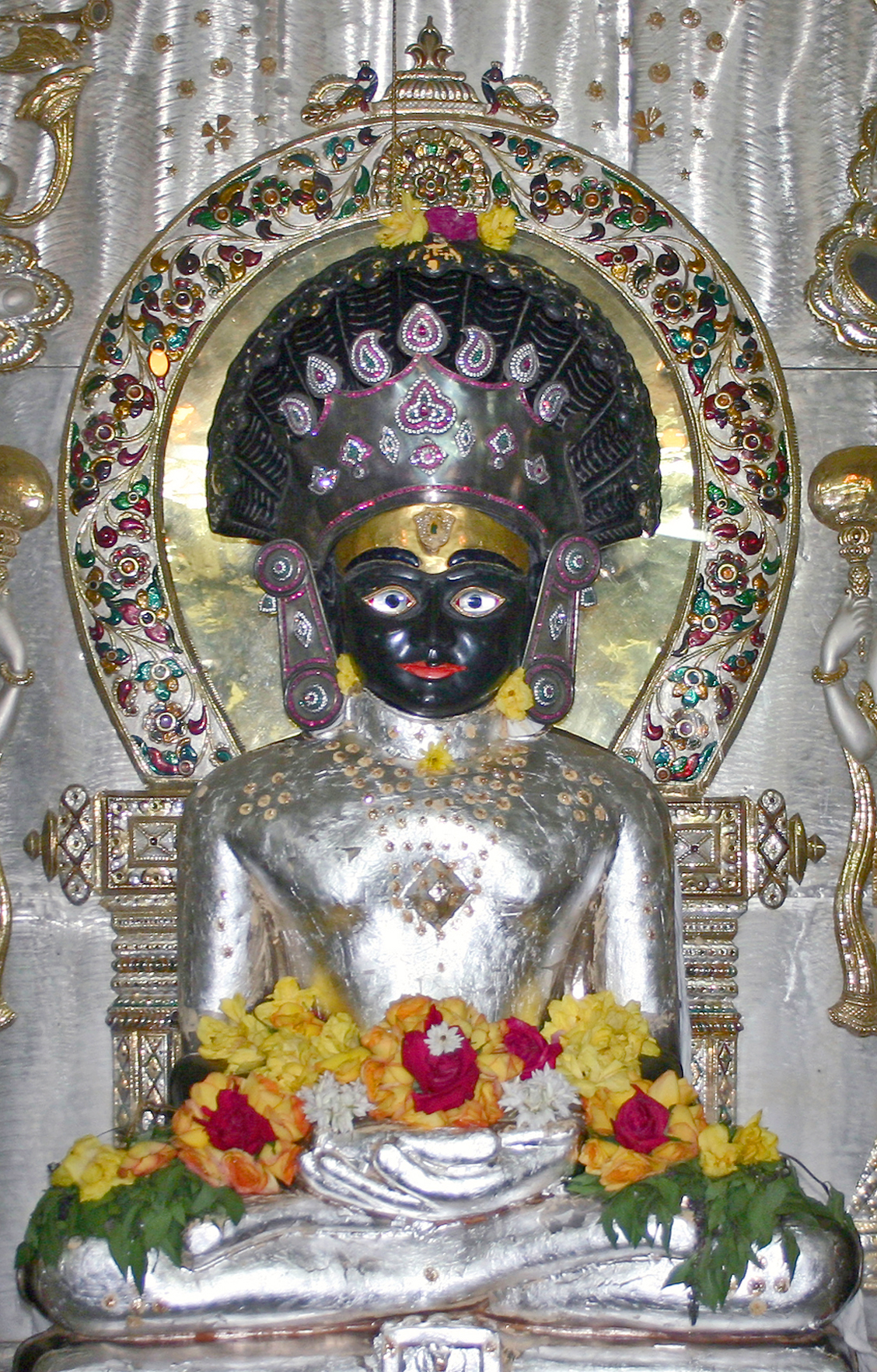
Sitzender Tirthankara mit silberbedecktem Körper, Brustjuwel und einer Krone in einem Jain-Tempel von Mumbai

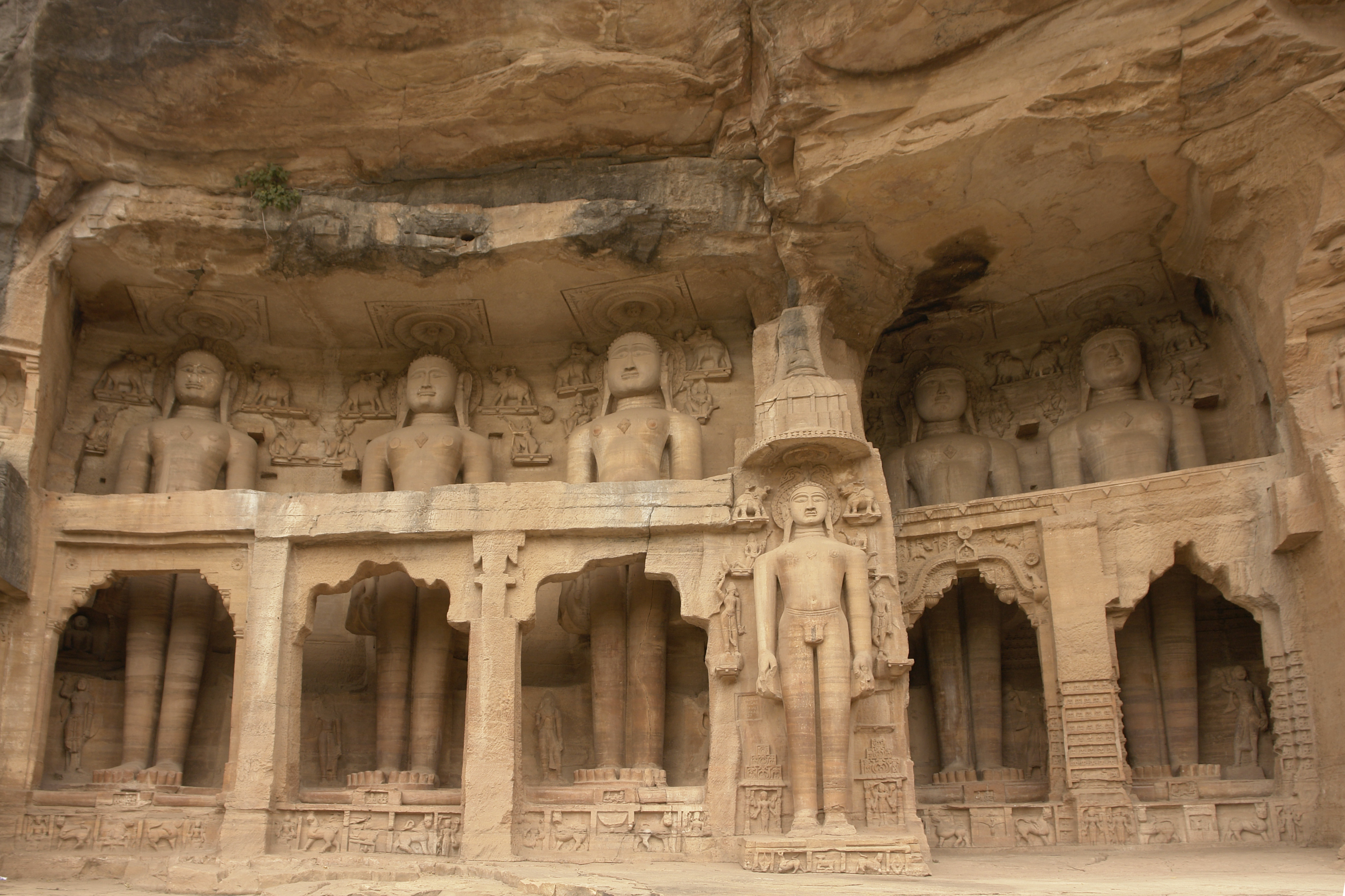
Stehende Tirthankaras mit Brustjuwel am Burgberg von Gwalior

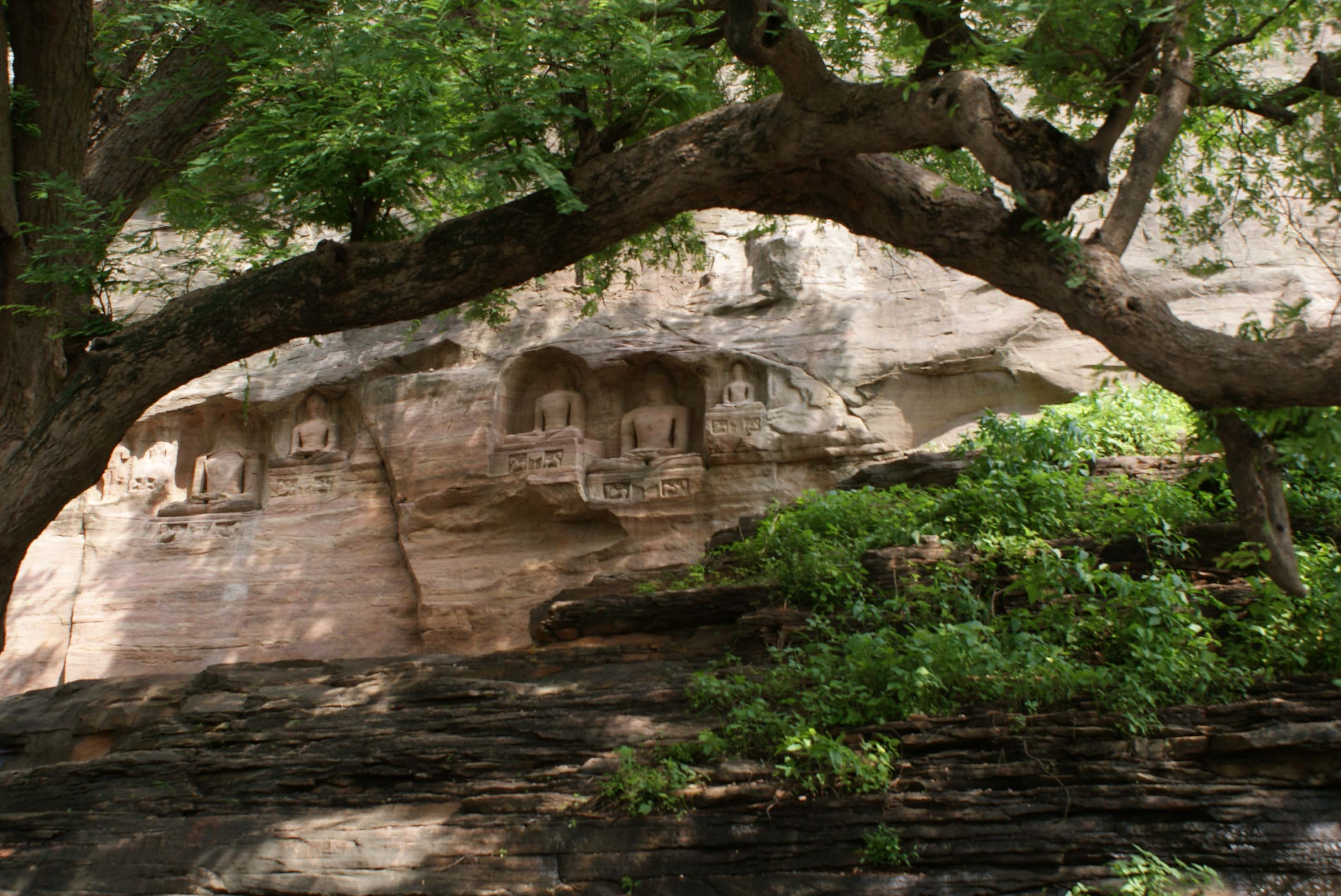
Sitzende Tirthankaras am Burgberg von Gwalior

Neben der Architektur beeindrucken die bildhauerischen Leistungen der Jaina-Kunst, die – wenn auch nicht in der Themenvielfalt, so doch in der Feinheit der Ausführung – die zeitgleichen Arbeiten der Hindus noch übertreffen. Hierbei spielt auch der oft verwendete Marmor eine gewichtige Rolle, der äußerst feine Darstellungen ermöglichte. Beste Beispiele sind die Skulpturen in den Dilwara-Tempeln von Mount Abu und am Adinath-Tempel von Ranakpur. Grundsätzlich ist festzustellen, dass die Bildkunst der Jainas einen in hohem Maße statischen Charakter hat – erzählende Bildreliefs wie sie in der frühen buddhistischen oder hinduistischen Kunst allenthalben zu finden sind, fehlen völlig. Ebenso fehlt zumeist jedweder Natur- und Landschaftshintergrund, da dies von der Konzentration auf das Wesentliche ablenken könnte. Bewegungs- und Gewaltlosigkeit (ahimsa) sowie die Losgelöstheit von allem Irdischen sind nicht nur theoretische Ziele der Jaina-Philosophie, sondern werden auch über die Kunst vermittelt. Nur die allerdings selten erscheinenden Begleitfiguren der Tirthankaras sind manchmal in Bewegung oder in Aktion dargestellt.
Die im Lotossitz oder aber stehend dargestellten Jaina-Tirthankaras unterscheiden sich auf den ersten Blick kaum von den Bildnissen Buddhas, doch sind sie durch ihre völlige Nacktheit und die meist weitgeöffneten Augen relativ leicht von diesen zu unterscheiden. Weitere Unterscheidungsmerkmale sind ein – in späterer Zeit aufgekommenes – Brustjuwel und das häufige Fehlen eines Haarknotens (ushnisha), wie er für Buddha typisch ist. Außerdem kennt die Jaina-Kunst keine differenzierten Handhaltungen (mudras) – bei stehenden Figuren hängen die Arme seitlich vom Körper herab, berühren ihn aber nicht (kayotsarga), bei sitzenden sind die Hände im Schoß in einer Art Meditationsgestus (dhyanamudra) mit nach oben weisenden Handflächen ineinandergelegt. Sowohl in sitzender als auch in stehender Positur vermitteln die Jaina-Figuren ein Bild meditativer, weltentrückter Ausgeglichenheit und Ruhe bei dennoch wachem Bewusstsein, worauf die weitgeöffneten Augen hindeuten.
Ikonographisch lassen sich – bis auf wenige Ausnahmen (z. B. Parshvanata oder Bahubali/Gomteshvara) – die 24 Tirthanharas nur durch beigefügte Attribute, d. h. meist durch unterhalb ihrer Thronsitze befindliche Tiere voneinander unterscheiden. Die in der Regel klein dargestellten Begleitfiguren (yakshas, nagas, Elefanten etc.) sind von der buddhistischen oder hinduistischen Kunst entlehnt.

## Malerei

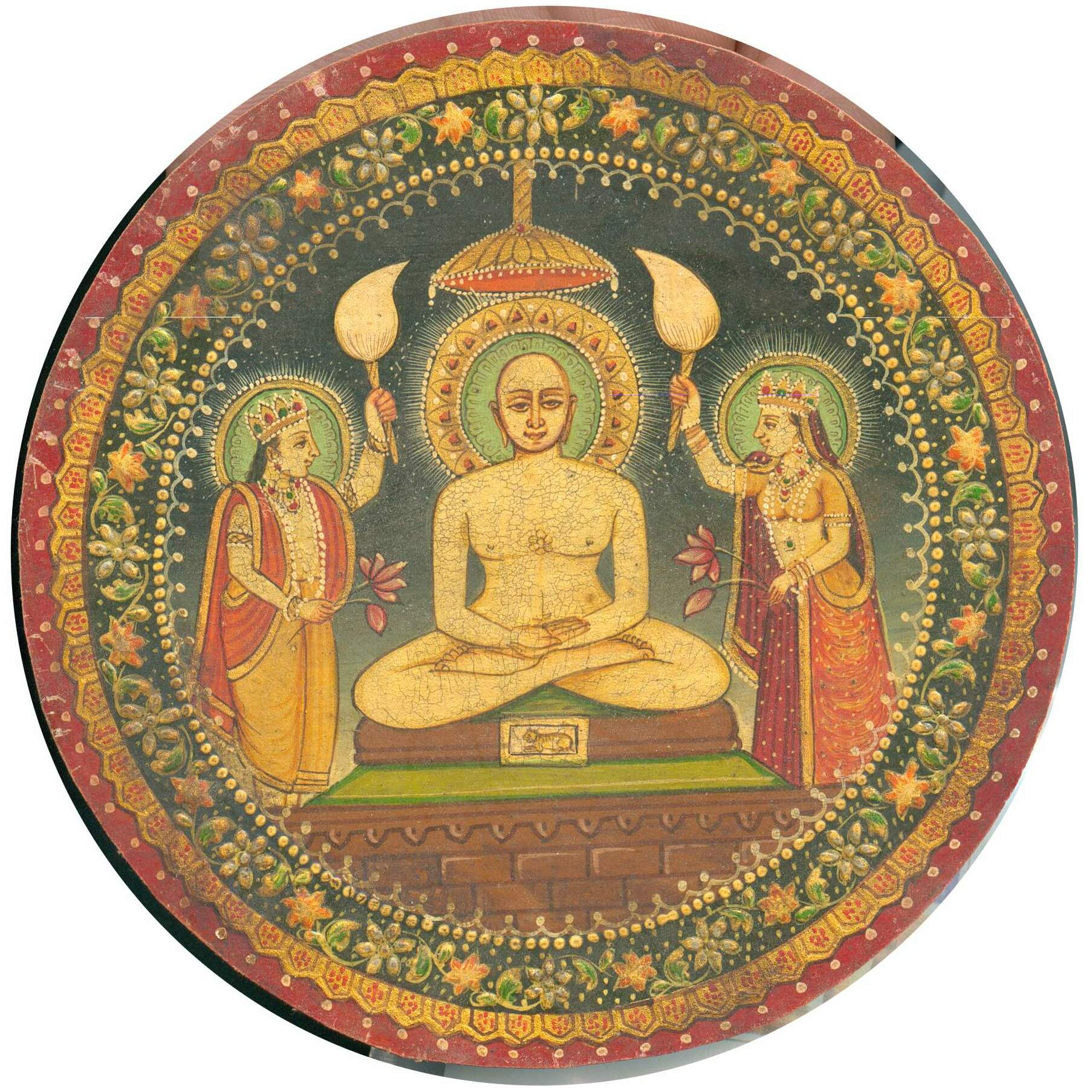
Mahavira mit Aureole, Schirm (chhatra) und königlichen Dienern (um 1900)

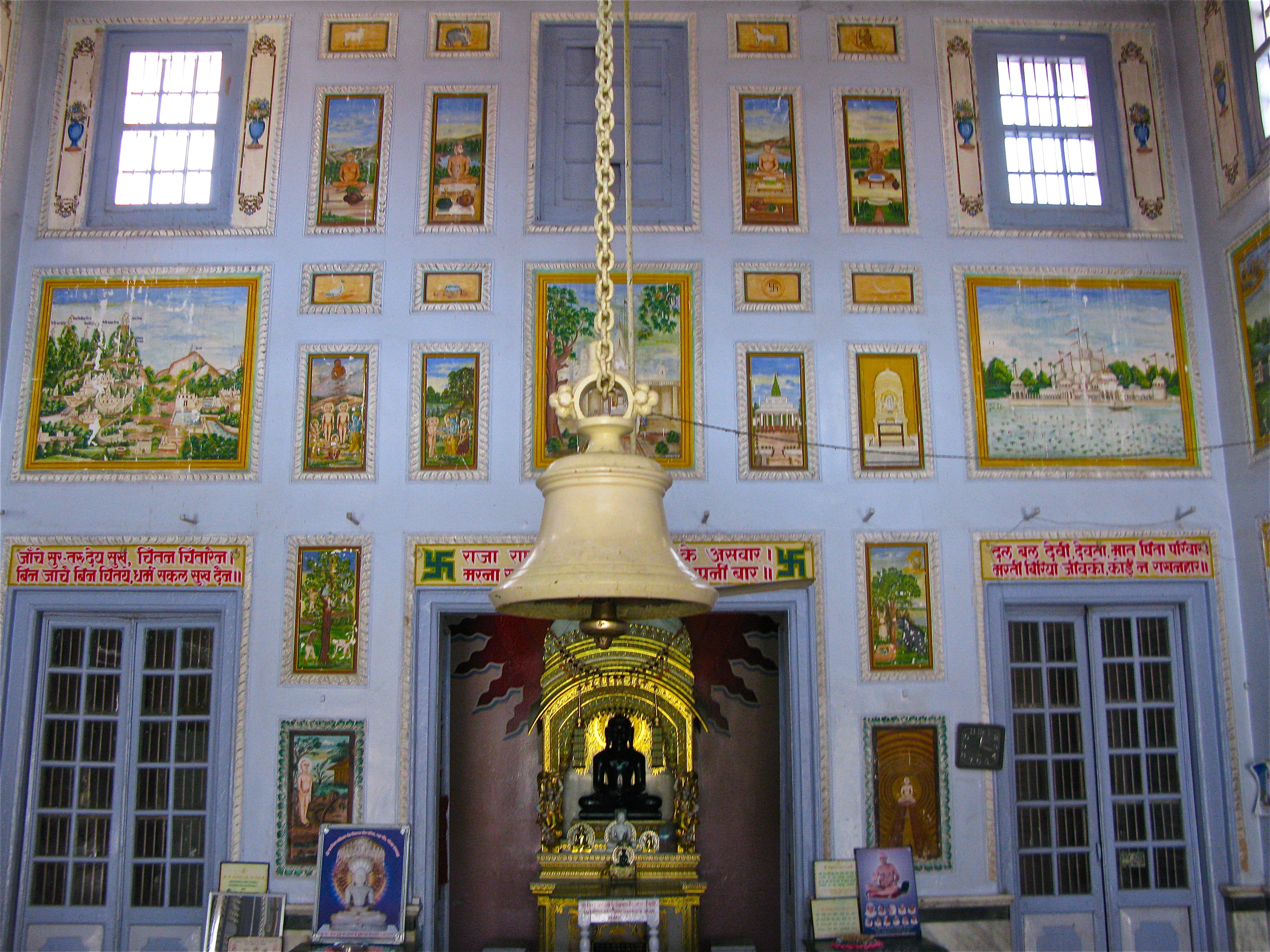
Inneres eines neuzeitlichen Jain-Tempels in Sarnath

Vier Tirthankaras mit ushnisha – Rishabha oder Adinath, Parshvanata, Neminata und Mahavira (ca. 600), Los Angeles County Museum of Art

Von einer jainistischen Malerei mag man kaum sprechen, wenngleich figürliche und ornamentale Malereien bereits aus mittelalterlichen Palmblatt-Manuskripten oder aus dem 1397 entstandenen Shāntinātha Charitra, der Lebensbeschreibung des Tirthankaras Shantinatha, bekannt sind und in mehreren Jaina-Höhlen (z. B. Ellora (Maharashtra), Sittanavasal und Tirumalai (beide Tamil Nadu)) noch heute Farbreste zu sehen sind, die jedoch nur wenige erzählerische Themen enthalten. Sie unterscheiden sich stilistisch nicht wesentlich von den buddhistischen Malereien (z. B. in Ajanta) oder von einfachen dörflichen Malereien. Aus dem 19. und 20. Jahrhundert stammen die großflächigen Malereien im Tempelkomplex von Achalgarh (bei Mount Abu), in denen einzelne Legenden zu den jeweiligen Tirthankaras dargestellt sind. Gleiches gilt für den Jain-Tempel von Sarnath (bei Varanasi) sowie für andere neuzeitliche Tempel, die sich zumeist in den größeren Städten befinden.

## Wichtige Stätten
| Rajasthan - Mount Abu - Achalgarh - Ranakpur - Jaisalmer - Chittorgarh | Nord- und Zentralindien - Palitana (Gujarat) - Deogarh (Uttar Pradesh) - Khajuraho (Madhya Pradesh) - Gwalior (Madhya Pradesh) - Kundalpur (Madhya Pradesh) - Parasnath (Jharkhand) - Ellora (Maharashtra) - Udayagiri-und-Khandagiri-Höhlen (Odisha) | Südindien - Shravanabelgola (Karnataka) - Sittanavasal (Tamil Nadu) - Tirumalai (Tamil Nadu) - Yanai Malai (Tamil Nadu) |